# Renealmia dolichocalyx
Renealmia dolichocalyx är en enhjärtbladig växtart som beskrevs av Paulus Johannes Maria Maas. Renealmia dolichocalyx ingår i släktet Renealmia och familjen Zingiberaceae. IUCN kategoriserar arten globalt som nära hotad.
Artens utbredningsområde är Ecuador. Inga underarter finns listade i Catalogue of Life.